# Kanisat Nachla
Kanisat Nachla (arab. كنيسة نخلة) – miejscowość w Syrii, w muhafazie Idlib. W 2004 roku liczyła 1675 mieszkańców.